# Parviz Tanavoli

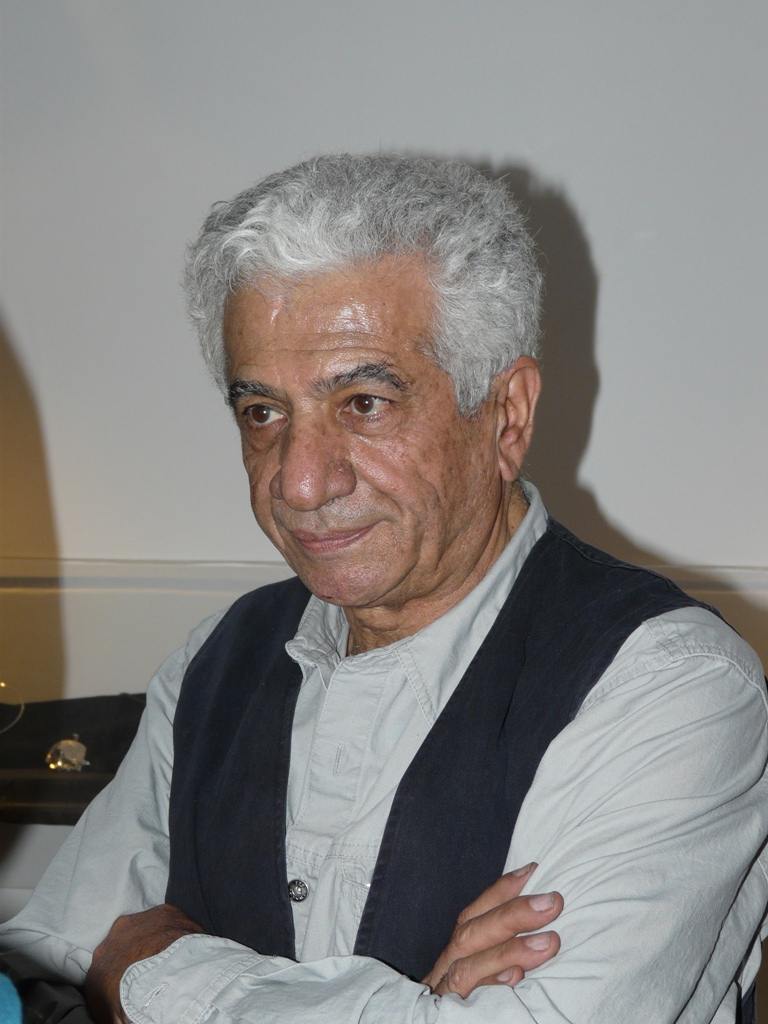
Parviz Tanavoli

Parviz Tanavoli (* 1937 in Teheran) ist ein iranischer Bildhauer.
Parviz Tanavoli gehört zu den Pionieren zeitgenössischer Bildhauerei im Iran. Neben seinem künstlerischen Wirken ist er Sammler und gilt als führender Kenner der  Teppichkunst Irans. Seit 1989 lebt Parviz Tanavoli in Vancouver, Kanada.
In seinem Werk verarbeitet Parviz Tanavoli unterschiedliche Aspekte der geschichtlichen und kulturellen Tradition seines Landes, wobei eines seiner Hauptthemen die Frage nach „positivem und negativem Raum“ ist (das Nichts (Heech, Hītsch), das durch das kreative Wirken des Künstlers zu einem Etwas wird). Zanavoli schrieb die erste (wenn nicht einzige) Monografie über die Löwen-Teppiche der Qaschqai. Ein weiteres Spezialthema Tanavolis sind Schlösser und ihre symbolische Bedeutung im Laufe der iranischen Geschichte.
Seine Werke sind unter anderem in den Dauerausstellungen des British Museum, London, des Museum of Modern Art, New York, des Walker Art Center, Minneapolis, und des Teheraner Museums für Zeitgenössische Kunst zu sehen.

## Skulpturen (Auswahl)
- 2004: Walls and Locks III, Bronze
- 2003: Poet and Cage I, Bronze
- 2002: The Poet and the Cypress Tree I, Bronze
- 2002: Hand in Hand, Bronze
- 2002: Hands, Keramik
- 2002: Wall and Script, Bronze
- 1999: Walls and Locks I, Bronze
- 1980: Man and Standard, Bronze
- 1978: Lion II, Bronze
- 1975: Two Nightingales Interlocking, Bronze

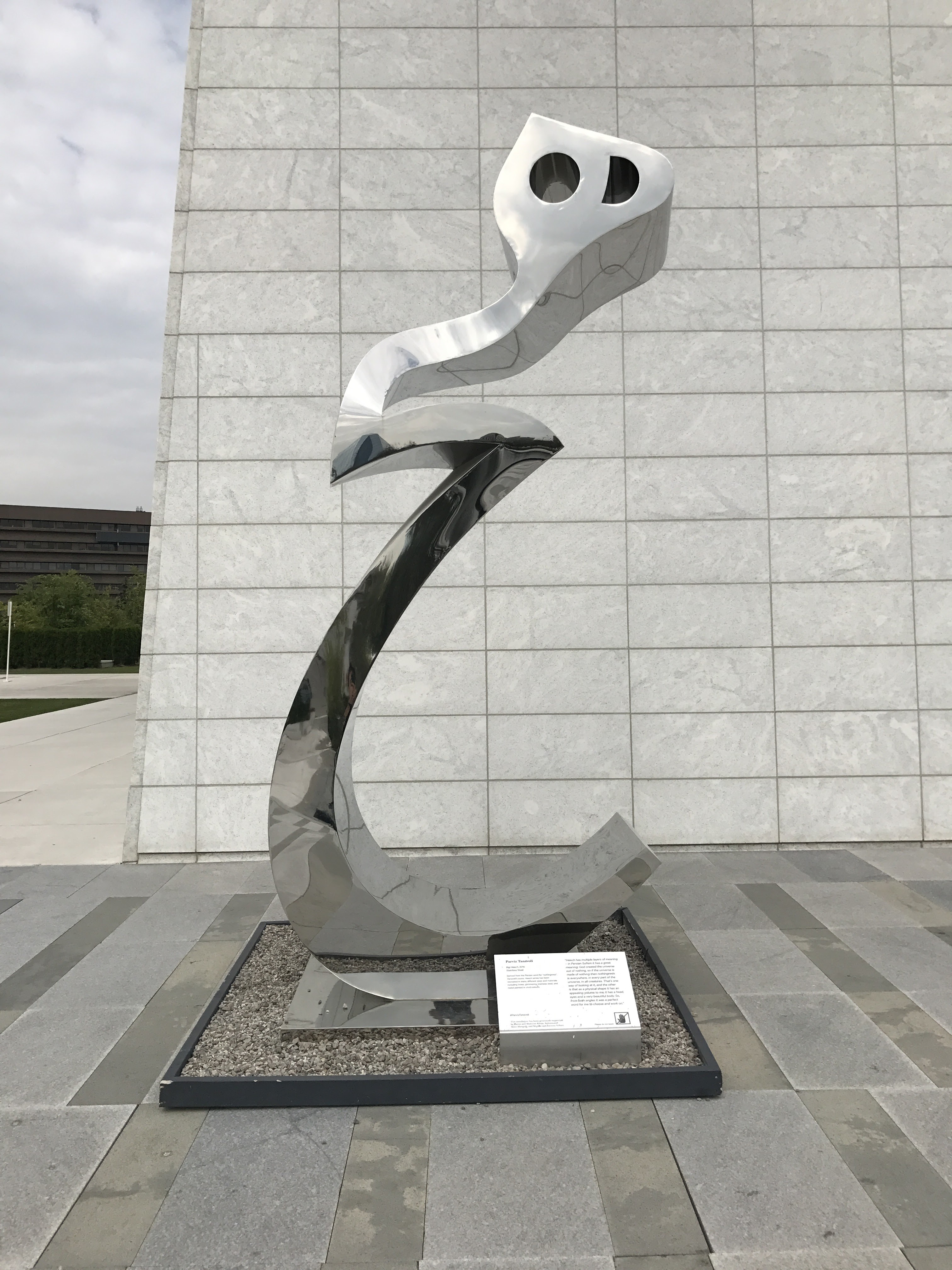
Parviz Tanavoli (Iranian b. 1937) Bronze, Aga Khan Museum (benannt nach Karim Aga Khan IV.) in Toronto (Canada)

- 1975: Oh, Persepolis, Bronze
- 1973: Reclining Poet, Bronze
- 1973: Reclining Heech, Bronze

## Publikationen (Auswahl)
- 2020 (in Druck): The Afshars. London,
- 2004: Gabbeh: Art Underfoot. Teheran,
- 2003: Tribal and Rustic Weaves from Varamin. Teheran,
- 2002: Persian Flat-Weaves. London,
- 1998: Horse and Camel Trappings from Tribal Iran. Teheran
- 1996: Sofreh of Kamo. Teheran,
- 1994: Kings, Heroes and Lovers. London,
- 1985: Shahsavan: Iranian Rugs and Textiles. New York / Schweiz,
- 1977: Locks from Iran. Washington, DC.